# Ewald Friedrich von Hertzberg
Pour les articles homonymes, voir Hertzberg.
Ewald Friedrich von Hertzberg, également écrit Herzberg, né le 2 septembre 1725 à Lottin en Poméranie et mort le 27 mai 1795 à Berlin, est un homme d'État prussien qui fut ministre de la Guerre au cabinet du roi Frédéric le Grand. Il est titré comte (Graf) en 1786.

## Biographie
Issu d'une famille de la vieille noblesse poméranienne, Ewald Friedrich von Hertzberg fréquenta le lycée de Stettin. Il a étudié le droit constitutionnel, l'histoire et la philosophie à l'université de Halle, où ses professeurs étaient Johann Peter von Ludewig et Christian Wolff. Il finit ses études en 1745 avec un doctorat pour commencer une carrière de fonctionnaire auprès de l'État de Prusse à Berlin.
Après le déclenchement de la guerre de Sept Ans en 1756, Hertzberg s'est efforcé de justifier l'entrée des troupes prussiennes dans la Saxe par un mémorandum. En tant que ministre plénipotentiaire de Prusse aux côtés de Karl Wilhelm von Finckenstein, il négocie entre autres les préliminaires de paix d'Hubertsbourg en 1763. Le 15 février, il signe la paix avec la monarchie de Habsbourg et la Saxe, mettant un terme à la guerre.
Le roi Frédéric, l'un des principaux représentants du « despotisme éclairé », a poursuivi vigoureusement sa propre politique étrangère et le pouvoir décisionnel de ses ministres était très limité. Néanmoins, l'influence de Hertzberg conduit au premier partage de la Pologne en 1772, à la guerre de Succession de Bavière (juillet 1778 - mai 1779) qui opposa la monarchie autrichienne des Habsbourg à une alliance prusso-saxonne et à la création de la lique des Princes (Fürstenbund) en 1785, s'opposant à la politique de l'empereur Joseph II.
Après le décès de Frédéric le Grand en 1786, la position de Hertzberg s'affaiblissait sous le règne de Frédéric-Guillaume II. Le roi se détourne de la politique de confrontation prussienne et se rapproche donc progressivement de l'Autriche aboutissant à la signature du traité de Reichenbach en 1790. L'année suivante, Hertzberg a démissionné de son mandat de ministre. Il a recommandé au roi de Prusse de prendre Karl August von Hardenberg comme conseiller.

### Vie privée

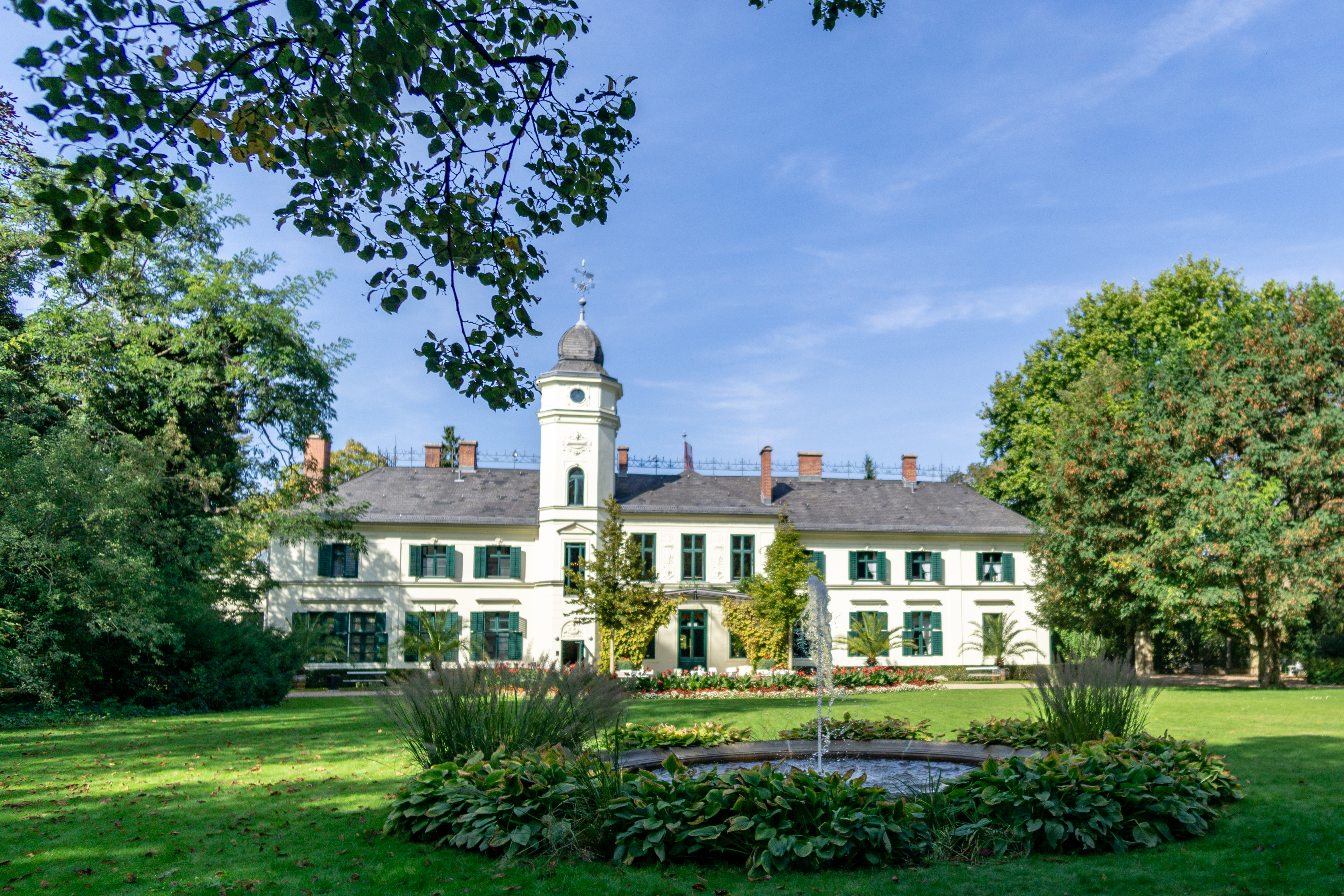
Le.

Ewald Friedrich von Hertzberg était marié depuis 1752 avec Hyma Maria von Innhausen und Knyphausen (de) (1724-1796), fille du ministre Friedrich Ernst zu Innhausen und Knyphausen (de) (1678-1731). Le couple n'a pas eu d'enfants. À la suite d'une demande de von Hertzberg, le roi accorde la même élévation de noblesse à son frère, Franz Rudolf, et à ses cousins, le colonel Karl von Hertzberg (de) et le major Friedrich Wilhelm von Herzberg, qui ont été désignés comme ses héritiers,.
Hertzberg vivait au château de Britz (de) près de Berlin ; il a dirigé la construction de la dernière aile de cet édifice ornée de peintures de Bernhard Rode. Il a également introduit la culture de la soie à Berlin. Hertzberg est enterré dans l'église de Britz (de).

## Honneurs
Hertzberg a reçu l’ordre de l’Aigle noir des mains de Frédéric-Guillaume II ; le 19 septembre 1786 à Königsberg, il a été nommé comte et curateur de l'Académie royale des sciences de Prusse. En 1790, il fut également élu membre de l'Académie allemande des sciences Leopoldina.

## Œuvres
- Mémoires de l'Académie (1780 et seq.) Discours de Hertzberg, dont le plus notable a été imprimé en 1787. L'ouvrage comprend aussi Histoire de la dissertation [du roi] sur la littérature allemande.
- Recueil des déductions, &c., qui ont été rédigés ... pour la cour de Prusse par le ministre (3 vols., 1789-1795)
- Une notice autobiographique publiée par Höpke[Qui ?] dans le Zeitschrift für Geschichtswissenschaft de Wilhelm Adolf Schmidt, i. (1843)[réf. nécessaire]